# Yasushi Kita
Yasushi Kita (jap. 喜多 靖 Kita Yasushi; ur. 25 kwietnia 1978) – japoński piłkarz występujący na pozycji obrońcy.

## Kariera klubowa
Od 1997 do 2011 roku występował w klubach Júbilo Iwata, JEF United Ichihara, Cerezo Osaka, Albirex Niigata, Thespa Kusatsu i Gainare Tottori.